# Aura Muzzo

a Compétitions nationales et continentales officielles uniquement.

b Matchs officiels uniquement.
Aura Muzzo, née le 12 avril 1997 à San Vito al Tagliamento (Italie), est une joueuse internationale italienne de rugby à XV évoluant aux postes de centre ou d'ailière. Elle porte les couleurs du Villorba Rugby.
Elle est également préparatrice physique du club de Pordenone.

## Biographie
Aura Muzzo naît le 12 avril 1997 à San Vito al Tagliamento en Italie. Elle pratique la gymnastique pendant quatorze ans avant de débuter le rugby à XV à dix-huit ans au sein du club de Pordenone.
Après deux saisons, elle est recrutée par Villorba Rugby. Elle est rapidement sélectionnée pour jouer au rugby à sept avec l'Italie, puis fait ses débuts en équipe d'Italie à XV contre la France, le 19 novembre 2017 à Biella (21-41) puis dispute le Tournoi des Six Nations 2018.[réf. nécessaire]
À l'issue de la saison 2018-2019, elle remporte le titre national avec son club.
Aura Muzzo compte 27 sélections en équipe nationale quand elle est retenue en septembre 2022 pour disputer la Coupe du monde en Nouvelle-Zélande. Elle est titulaire à l'aile.[réf. nécessaire]
Elle enchaine avec la première édition du WXV 2 dont l'Italie finit deuxième derrière l'Écosse. Elle marque trois essais en trois matchs et est désignée "joueuse du match" à l'issue de la rencontre face au Japon.[réf. nécessaire]
Début 2024, elle fait partie des joueuses mises sous contrat par la Fédération italienne. Au mois de mai, elle remporte le Championnat d'Italie avec son club face au Valsugana Padoue. Elle inscrit un essai au cours de la finale.
En 2024-2025, Aura Muzzo est sélectionnée pour le WXV puis le Six Nations,. En fin de saison, elle remporte à nouveau le championnat italien avec son club, encore face au Valsugana Padoue.

## Palmarès
- Vainqueur du Championnat d'Italie en 2019, 2024 et 2025.